# Croix de Briges
La croix de Briges est une croix située à Auroux, en France.

## Description
La croix est montée sur un piédestal à niche, dans laquelle figure saint Jean-Baptiste.

Cette croix se compose d'un fût hexagonal en granite surmonté d'un croisillon de basalte.

Ce croisillon aux bras rainurés terminés par des fleurons sculptés présente à l'avers un christ en croix entouré de la Vierge et de saint Jean et, au revers, une vierge de pitié.

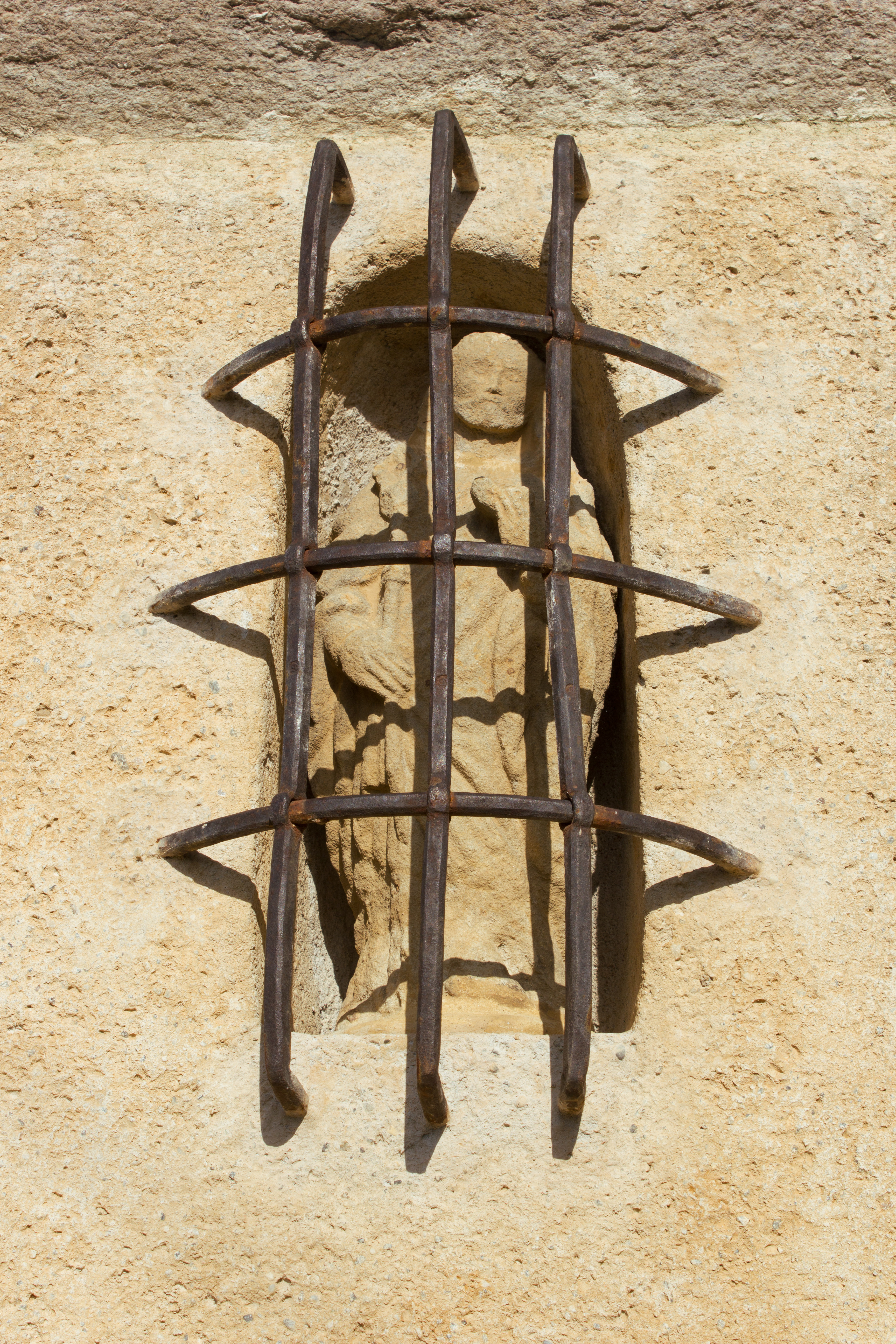
Saint Jean-Baptiste.
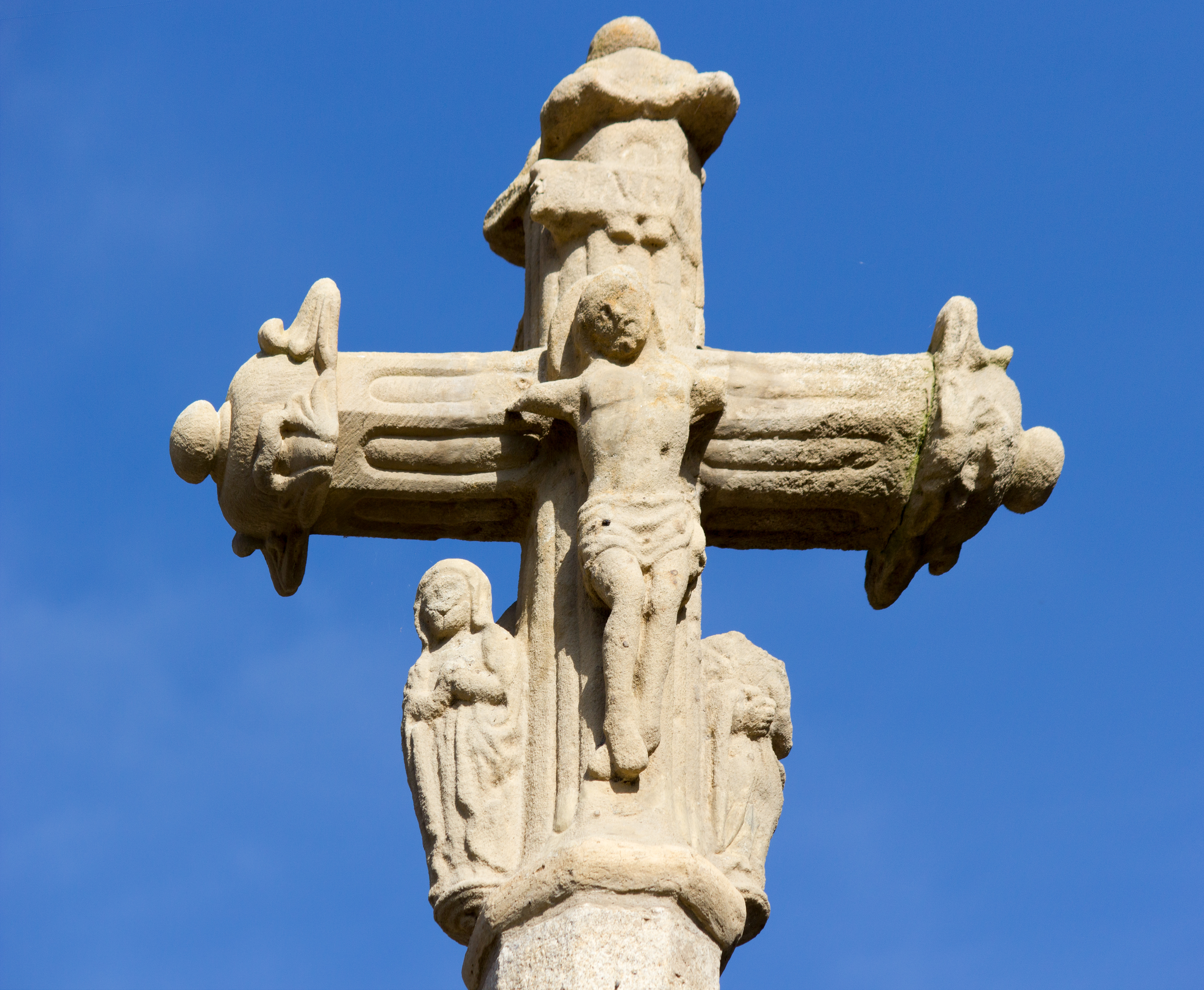
Avers : Christ en croix.
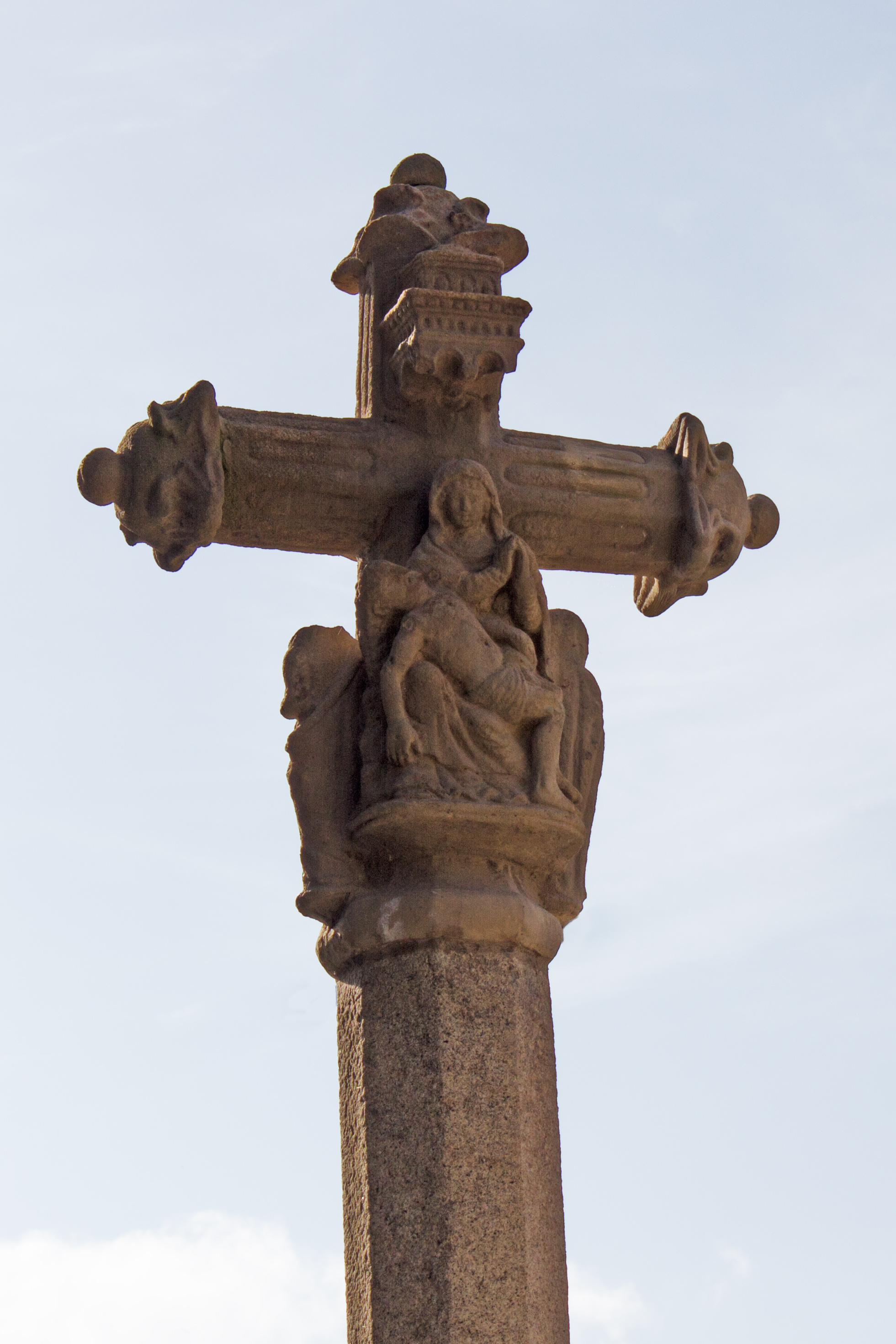
Revers : Vierge de pitié.

## Localisation
La croix est située au centre du village de Briges sur la commune d'Auroux, dans le département français de la Lozère.

## Historique
Cette croix du XVIe siècle, érigée en 1877 sous sa forme actuelle, provient du cimetière du monastère de Saint-Benoît aujourd'hui disparu.

Elle a été restaurée en 2012.
L'édifice est inscrit au titre des monuments historiques en 1926.